# 什蒂蒂

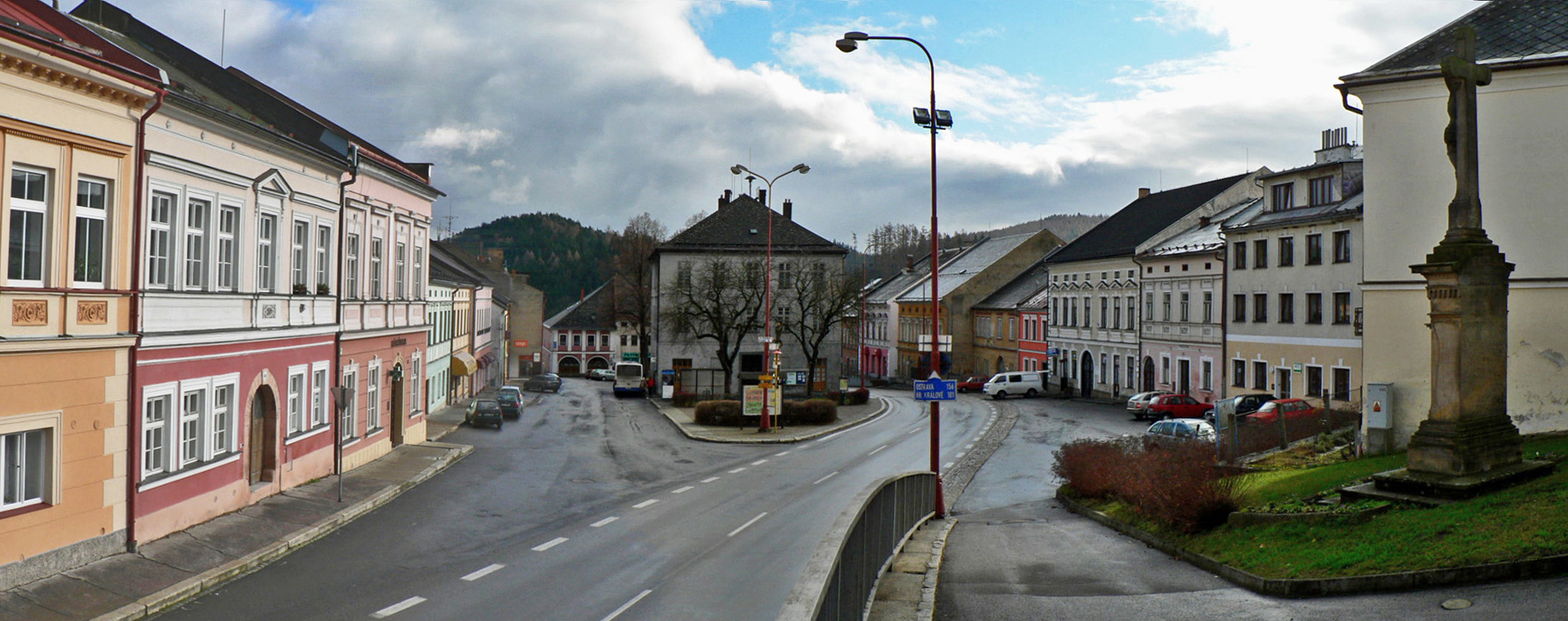

什蒂蒂是捷克的城鎮，位於該國東北部，距離順佩爾克21公里，由奧洛穆克州負責管轄，面積29.93平方公里，海拔高度443米，鎮上的教堂建於1755年，2006年人口達到2,049。

## 外部連結
- Official website （页面存档备份，存于） （捷克文）